# Coilonichia
La coilonichia (dal greco: κοῖλος, koilos, "incavo", ὄνυξ, onyx, "unghia"), letteralmente "unghia a cucchiaio", è un'alterata conformazione dell'unghia che consiste nella perdita della sua normale convessità. Essa può apparire piatta o addirittura concava.

## Eziologia
Si manifesta spesso in corso di anemia ipocromica da carenza di ferro, ma, in certi casi, può trattarsi di una malformazione congenita. Risulta fisiologica nel bambino, specialmente alle dita del piede, e può anche avere un'origine professionale.

## Trattamento
In caso di anemia sideropenica è possibile il recupero delle unghie integrando l'alimentazione con ferro.